# Heinrich Blücher
Heinrich Friedrich Ernest Blücher (Berlino, 29 gennaio 1899 – New York, 31 ottobre 1970) è stato un filosofo e docente tedesco con cittadinanza statunitense dal 1952, sposato in terzo matrimonio con la teorica politica Hannah Arendt.

## Biografia
Suo padre, August Charles Heinrich Blücher, morì dopo la nascita del figlio in un incidente in fabbrica e lasciò la madre, Klara Emilie Wilke, a crescerlo sola. Lei lavorava come lavandaia e suo figlio la aiutava a guadagnare per il sostentamento consegnando pacchi. Dopo la scuola primaria portò a termine i suoi studi con un "Lehrerseminar" (corso di formazione per insegnanti) che - interrotto dalla prima guerra mondiale - non concluse.
Era un adolescente desideroso di conoscenza e acquistava libri ogni volta che poteva, preferendo tra tutti i poeti tedeschi e Shakespeare. Durante la guerra le sue letture furono orientate sui testi di Marx, Engels e Trockij; inoltre, sebbene non fosse ebreo, si unì al gruppo giovanile sionista "Blu-bianco".
Prima del matrimonio con Hannah Arendt, si sposò e divorziò altre due volte con Liselotte Ostwald e Natascha Jefroikyn.

### Berlino
A Berlino Blücher frequentò lezioni serali alla "Deutsche Hochschule" per gli studi di teoria politica e alla "Berliner Akademie" per storia dell'arte.
Ai tempi in cui lavorava per la "Politischen Ost-West Nachrichtenagentur" (agenzia di stampa), egli era uno degli amici più stretti di Heinrich Brandler, il co-fondatore del partito comunista e antistalinista tedesco e lavorava a progetti riguardanti film, operette e cabaret insieme al suo amico di lunga data Robert Gilbert.
Come attestano nuove ricerche , fin dal 1928 faceva parte dell'apparato militare clandestino del KPD (Partito Comunista Tedesco), collaborando per cinque anni con la rete antistalinista dello stesso chiamata il „Versöhnler“ il quale rifiutava la tesi del socialfascismo come divisione del movimento operaio.
Da rivoluzionario professionista con lo pseudonimo „Heinrich Larsen“ ottenne inoltre informazioni sul riarmo della difesa del Reich e istruì operatori radio e telegrafisti per il servizio di intelligence sovietico.

### Esilio
Sul finire del 1933 Heinrich Blücher si recò a Praga dove istituì un gruppo di rappresentanza del "Versöhnler" a cui partecipò anche Heinrich Susskind.
Nei primi mesi del 1935 si spostò a Parigi dove prese nuovamente parte alla fazione antistalinista del KPD, tenendo anche corsi d'istruzione. L'11 novembre 1936 venne espulso dal Partito per affiliazione trotskista e atti di corruzione insieme ad altri componenti del gruppo.

### Hannah Arendt
Nel 1936 Blücher, circondato ormai dal "mito del clandestino", incontrò Hannah Arendt, che da lì a poco si sarebbe divorziata da Günther Anders (al tempo ancora Günther Stern), con la quale si sposò il 16 gennaio 1949.
A Parigi inoltre era in stretti rapporti con Walter Benjamin, a sua volta grande amico della Arendt, con il quale dibatté molto riguardo alle prove del processo di Mosca.
Nello stesso periodo prese posizione contro la politica del fronte popolare del KPD battendosi con il gruppo dell'opposizione comunista berlinese a favore della repubblica sovietica tedesca; da settembre a dicembre del 1939 il suo soggiorno francese si interruppe poiché venne fatto prigioniero in un campo di detenzione come nemico straniero.

### USA
Nel 1941 scappò da Parigi insieme alla compagna Hannah passando per Lisbona e arrivando per nave a New York a maggio. Al suo arrivo egli dovette tacere la propria precedente appartenenza al KPD per poter lavorare come esperto alla documentazione del servizio militare segreto americano. Ottenne poi con la moglie, grazie all'aiuto oltreoceano dell'ex marito Anders, la cittadinanza americana il 7 agosto  1952.

### Filosofia e docenza universitaria
Dal 1950 in poi Heinrich Blücher, pur essendosi formato quasi completamente da autodidatta, tenne lezioni alla "New School for Social Research" occupandosi specialmente di filosofia. Nel 1952 ottenne la cattedra al "Bard College" di New York, dove nel 1968 gli venne conferito un dottorato onorario. Nello stesso anno tenne lì la sua ultima lezione.
Egli si manteneva in contatto epistolare con Karl Jaspers. Anche se raramente, quest'ultimo cercava di convincere lui e la moglie ebrea Hannah a considerarsi come veri tedeschi; tuttavia ogni tentativo di Jaspers risultò vano e nel febbraio 1956 Blücher scrisse:
All'inizio del 1962 Heinrich Blücher ricevette un risarcimento dei danni personali subiti dalla presa di potere nazista.
Il 31 ottobre 1970 muore in seguito ad un infarto cardiaco. Fu sepolto nel cimitero del Bard College.

## Curiosità
Nel film Hannah Arendt di Margarethe von Trotta viene impersonato dall'attore Axel Milberg.

### Sitografia
- Bluecher Archive des Bard College
- Christine Nagel: "... aber mit zweien beginnt die Wahrheit" – Der Philosoph Heinrich Blücher. Deutschlandfunk-Feature vom 25. März 2011.
- Alexander R. Bazelow: Zur Erinnerung an Heinrich Blücher. überarb. Fassung eines Vortrags auf der Konferenz How and Why Do We Study Philosophy—The Legacy of Heinrich Blücher. Bard College, Annandale-on-Hudson, 24. Mai 2003, auf: Wolfgang Heuer: hannahArendt.net, aufgerufen am 11. Mai 2011.